# Đại Lệ
Đại Lệ (chữ Hán phồn thể: 大荔縣, chữ Hán giản thể: 大荔县) là một huyện thuộc địa cấp thị Vị Nam, tỉnh Thiểm Tây, Cộng hòa Nhân dân Trung Hoa. Huyện này có diện tích 1766 ki-lô-mét vuông, dân số năm 2002 là 690.000 người. Kinh tế chủ yếu là nông nghiệp, trong đó chủ yếu là bông vải và cây ăn quả. Thời nhà Tần đã lập huyện. Về mặt hành chính, huyện được chia thành 13 trấn, 13 hương.
- Trấn: Thành Quan, Triều Ấp, Hứa Trang, Niệm Kiều, Phùng Thôn, Đoạn Gia, Hộ Gia, An Nhân.
- Hương: Bộ Xương, Song Tuyền, Lưỡng Nghi, Phạm Gia, Cao Minh, Bá Sỹ, Quan Trì, Thạch Tào, Khương Bạch, Tô Thôn, Bát Ngư, Hạ Trại, Tây Trại, Trương Gia, Vi Lam, Sa Để, Bình Dân, Triệu Độ.

## Khí hậu
| Dữ liệu khí hậu của Đại Lệ, elevation 351 m (1.152 ft), (1991–2020 normals, extremes 1981–2010) | Dữ liệu khí hậu của Đại Lệ, elevation 351 m (1.152 ft), (1991–2020 normals, extremes 1981–2010) | Dữ liệu khí hậu của Đại Lệ, elevation 351 m (1.152 ft), (1991–2020 normals, extremes 1981–2010) | Dữ liệu khí hậu của Đại Lệ, elevation 351 m (1.152 ft), (1991–2020 normals, extremes 1981–2010) | Dữ liệu khí hậu của Đại Lệ, elevation 351 m (1.152 ft), (1991–2020 normals, extremes 1981–2010) | Dữ liệu khí hậu của Đại Lệ, elevation 351 m (1.152 ft), (1991–2020 normals, extremes 1981–2010) | Dữ liệu khí hậu của Đại Lệ, elevation 351 m (1.152 ft), (1991–2020 normals, extremes 1981–2010) | Dữ liệu khí hậu của Đại Lệ, elevation 351 m (1.152 ft), (1991–2020 normals, extremes 1981–2010) | Dữ liệu khí hậu của Đại Lệ, elevation 351 m (1.152 ft), (1991–2020 normals, extremes 1981–2010) | Dữ liệu khí hậu của Đại Lệ, elevation 351 m (1.152 ft), (1991–2020 normals, extremes 1981–2010) | Dữ liệu khí hậu của Đại Lệ, elevation 351 m (1.152 ft), (1991–2020 normals, extremes 1981–2010) | Dữ liệu khí hậu của Đại Lệ, elevation 351 m (1.152 ft), (1991–2020 normals, extremes 1981–2010) | Dữ liệu khí hậu của Đại Lệ, elevation 351 m (1.152 ft), (1991–2020 normals, extremes 1981–2010) | Dữ liệu khí hậu của Đại Lệ, elevation 351 m (1.152 ft), (1991–2020 normals, extremes 1981–2010) |
| Tháng                                                                                           | 1                                                                                               | 2                                                                                               | 3                                                                                               | 4                                                                                               | 5                                                                                               | 6                                                                                               | 7                                                                                               | 8                                                                                               | 9                                                                                               | 10                                                                                              | 11                                                                                              | 12                                                                                              | Năm                                                                                             |
| ----------------------------------------------------------------------------------------------- | ----------------------------------------------------------------------------------------------- | ----------------------------------------------------------------------------------------------- | ----------------------------------------------------------------------------------------------- | ----------------------------------------------------------------------------------------------- | ----------------------------------------------------------------------------------------------- | ----------------------------------------------------------------------------------------------- | ----------------------------------------------------------------------------------------------- | ----------------------------------------------------------------------------------------------- | ----------------------------------------------------------------------------------------------- | ----------------------------------------------------------------------------------------------- | ----------------------------------------------------------------------------------------------- | ----------------------------------------------------------------------------------------------- | ----------------------------------------------------------------------------------------------- |
| Cao kỉ lục °C (°F)                                                                              | 16.2 (61.2)                                                                                     | 22.7 (72.9)                                                                                     | 29.6 (85.3)                                                                                     | 37.6 (99.7)                                                                                     | 38.8 (101.8)                                                                                    | 41.8 (107.2)                                                                                    | 40.1 (104.2)                                                                                    | 38.9 (102.0)                                                                                    | 37.6 (99.7)                                                                                     | 32.1 (89.8)                                                                                     | 24.8 (76.6)                                                                                     | 18.1 (64.6)                                                                                     | 41.8 (107.2)                                                                                    |
| Trung bình ngày tối đa °C (°F)                                                                  | 5.3 (41.5)                                                                                      | 10.0 (50.0)                                                                                     | 16.4 (61.5)                                                                                     | 23.1 (73.6)                                                                                     | 27.8 (82.0)                                                                                     | 31.9 (89.4)                                                                                     | 32.7 (90.9)                                                                                     | 30.9 (87.6)                                                                                     | 26.1 (79.0)                                                                                     | 20.1 (68.2)                                                                                     | 13.1 (55.6)                                                                                     | 6.7 (44.1)                                                                                      | 20.3 (68.6)                                                                                     |
| Trung bình ngày °C (°F)                                                                         | −0.6 (30.9)                                                                                     | 3.5 (38.3)                                                                                      | 9.6 (49.3)                                                                                      | 16.0 (60.8)                                                                                     | 20.9 (69.6)                                                                                     | 25.3 (77.5)                                                                                     | 27.0 (80.6)                                                                                     | 25.3 (77.5)                                                                                     | 20.1 (68.2)                                                                                     | 13.7 (56.7)                                                                                     | 6.5 (43.7)                                                                                      | 0.6 (33.1)                                                                                      | 14.0 (57.2)                                                                                     |
| Tối thiểu trung bình ngày °C (°F)                                                               | −5.0 (23.0)                                                                                     | −1.3 (29.7)                                                                                     | 4.0 (39.2)                                                                                      | 9.6 (49.3)                                                                                      | 14.4 (57.9)                                                                                     | 19.1 (66.4)                                                                                     | 22.0 (71.6)                                                                                     | 20.8 (69.4)                                                                                     | 15.6 (60.1)                                                                                     | 8.9 (48.0)                                                                                      | 1.7 (35.1)                                                                                      | −3.8 (25.2)                                                                                     | 8.8 (47.9)                                                                                      |
| Thấp kỉ lục °C (°F)                                                                             | −14.5 (5.9)                                                                                     | −17.4 (0.7)                                                                                     | −7.8 (18.0)                                                                                     | −1.6 (29.1)                                                                                     | 2.6 (36.7)                                                                                      | 9.5 (49.1)                                                                                      | 14.6 (58.3)                                                                                     | 13.1 (55.6)                                                                                     | 4.5 (40.1)                                                                                      | −6.0 (21.2)                                                                                     | −10.2 (13.6)                                                                                    | −15.7 (3.7)                                                                                     | −17.4 (0.7)                                                                                     |
| Lượng Giáng thủy trung bình mm (inches)                                                         | 5.3 (0.21)                                                                                      | 8.5 (0.33)                                                                                      | 14.5 (0.57)                                                                                     | 31.5 (1.24)                                                                                     | 49.2 (1.94)                                                                                     | 52.9 (2.08)                                                                                     | 81.9 (3.22)                                                                                     | 84.2 (3.31)                                                                                     | 82.7 (3.26)                                                                                     | 51.5 (2.03)                                                                                     | 19.6 (0.77)                                                                                     | 4.0 (0.16)                                                                                      | 485.8 (19.12)                                                                                   |
| Số ngày giáng thủy trung bình (≥ 0.1 mm)                                                        | 3.4                                                                                             | 3.1                                                                                             | 4.6                                                                                             | 6.2                                                                                             | 7.9                                                                                             | 7.6                                                                                             | 9.0                                                                                             | 8.5                                                                                             | 10.5                                                                                            | 8.7                                                                                             | 5.6                                                                                             | 2.5                                                                                             | 77.6                                                                                            |
| Số ngày tuyết rơi trung bình                                                                    | 3.7                                                                                             | 2.6                                                                                             | 1.1                                                                                             | 0.1                                                                                             | 0                                                                                               | 0                                                                                               | 0                                                                                               | 0                                                                                               | 0                                                                                               | 0                                                                                               | 1.1                                                                                             | 2.4                                                                                             | 11                                                                                              |
| Độ ẩm tương đối trung bình (%)                                                                  | 60                                                                                              | 58                                                                                              | 56                                                                                              | 59                                                                                              | 61                                                                                              | 62                                                                                              | 73                                                                                              | 76                                                                                              | 78                                                                                              | 77                                                                                              | 72                                                                                              | 64                                                                                              | 66                                                                                              |
| Số giờ nắng trung bình tháng                                                                    | 156.6                                                                                           | 156.0                                                                                           | 191.4                                                                                           | 217.6                                                                                           | 236.4                                                                                           | 233.4                                                                                           | 243.3                                                                                           | 218.5                                                                                           | 166.6                                                                                           | 156.2                                                                                           | 148.8                                                                                           | 159.2                                                                                           | 2.284                                                                                           |
| Phần trăm nắng có thể                                                                           | 50                                                                                              | 50                                                                                              | 51                                                                                              | 55                                                                                              | 54                                                                                              | 54                                                                                              | 56                                                                                              | 53                                                                                              | 45                                                                                              | 45                                                                                              | 49                                                                                              | 52                                                                                              | 51                                                                                              |
| Nguồn: China Meteorological Administration                                                      |                                                                                                 |                                                                                                 |                                                                                                 |                                                                                                 |                                                                                                 |                                                                                                 |                                                                                                 |                                                                                                 |                                                                                                 |                                                                                                 |                                                                                                 |                                                                                                 |                                                                                                 |